# Harold Jefta
Harold Jefta (eigentlich Harold Jephtha, * Oktober 1933 in Kapstadt; †  4. oder 5. Februar 2024 in Schweden)
war ein südafrikanischer Jazzmusiker (Altsaxophon), der lange Jahre in Schweden lebte.

## Leben und Wirken
Jeftas Familie zog zunächst von District Six nach Salt River, wo er im Alter von etwa zehn Jahren aufgrund eines Knieunfalls für einige Jahre in ein Sanatorium musste. Um sich die Zeit zu vertreiben, nahm er eine Bambuspfeife und begann zu spielen, was er im Rundfunk hörte und was die älteren Jungen im Heim auch zu spielen versuchten, Pop- und Swing-Songs der Zeit. Er wurde dort von einem älteren Gitarristen und später von seinem Cousin, dem Gitarristen Kenny Jephtha, und dem Altisten Leslie Stigers, dem Leiter der Senators of Swing, betreut. Mit 14 Jahren vermittelte ihm Kenny Jephta seinen ersten Jazz-Auftritt; wie die meisten Kapstädter Musiker seiner Generation trat er auch mit Tanzbands auf. Bald spielte er mit den Golden City Dixies und jammte in Johannesburg mit Kippie Moeketsi. Jeftas Quartett genoss einen hervorragenden Ruf in der Musikszene.
In den späten 1950er Jahren leitete Jefta sein eigenes Quartett mit zunächst Mervyn Jacobs am Piano, Johnny Gertze am Bass und Raymond Hendricks am Schlagzeug.
Das Quartett trat (unter den Bedingungen der Apartheid) ein Jahr lang in der rassisch nicht getrennten Weitzmann Hall in Sea Point auf und versuchte, auch im Veranstaltungsort UCT-Jazz zu spielen, der jedoch nur für Weiße vorgesehen war. Dies stieß auf den Widerstand weißer Musiker, was Jefta und seinen späteren Pianisten Vincent Kolbe veranlasste, in einer katholischen Kirche namens Holy Cross ihre eigenen Konzerte zu geben. Auf ihre Initiative hin gab es weitere, nicht getrennte Veranstaltungen. Als schließlich Musiker wie die Gebrüder Jephtha nach Europa aufbrachen, dann auch Abdullah Ibrahim, Chris McGregor und die Blue Notes, hatte dies Auswirkungen auf die Modern-Jazz-Szene Kapstadts.
Die Migration verschaffte Jefta hingegen die Gelegenheit, die gesamte Musikausbildung in Anspruch zu nehmen, die ihm durch die Rassentrennung in Südafrika verwehrt worden war. Er ließ sich in den frühen 1960er Jahren in Schweden nieder, wo er in Karlskrona lebte. Er arbeitete zunächst als Fagottist in einem Sinfonieorchester, bevor er im Jazzbereich mit dem Charlie Parker Memorial Quartet und später mit der Formation Harold Jefta Unit bekannt wurde. Nach dem Ende der Apartheid kehrte er mehrere Male in seine Heimat zurück; 2016 brachte er seine Band mit, um in Kapstadt aufzutreten.
Mit seiner Charlie Parker Memorial Band nahm Jefta 1991 für Timeless Records in den Niederlanden das Album Bird Still Lives! The Charlie Parker Memorial Band, Volume 1 (In Memoriam Bill Hardman) auf; in seiner Band spielten Tom Kirkpatrick (Trompete), Walter Bishop junior (Piano), John Donnelly (Bass) und Akira Tana (Schlagzeug). Des Weiteren nahm er mit Kapstädter Musikern wie Robbie Jansen und Alvin Dyers zwei Alben unter dem Titel The Amazing Cape Town Goema auf, auf denen auch eigene Kompositionen enthalten sind. Anfang 1998 wirkte er bei Abdullah Ibrahims Album Made in South Africa Township One More Time mit. Mit Klaus Werner Pusch nahm das Harold-Jefta-Quintet das Album Charlie Parker Meets Cape Town (1997) auf. Er trat auch in dem Dokumentarfilm The Bird: Charlie 'Bird' Parker, 1920-1955 (1989) auf.